# Ivan Zvonimir Čičak
Ivan Zvonimir Čičak (Zagreb, 10. kolovoza 1947. – Zagreb, 6. studenoga 2024.) bio je hrvatski političar.

## Životopis
Ivan Zvonimir Čičak rođen je kao četvrto od petero djece u obitelji Ante i Marije Čičak. Odrastao je u Zagrebu, gdje je i pohađao osnovnu školu kao i gimnaziju. Međutim zadnjeg dana završne školske godine 1966. isključen je iz gimnazije bez prava upisa u bilo koju od jugoslavenskih srednjih škola. Razlog isključenja bila je školska zadaća naslovljena: Nad razastrtom kartom moje domovine, točnije zbog dijela teksta koji glasi:
Vremena su se promijenila. Danas ja sam slobodan. I nikada ne ću zaboraviti da kilometri ne predstavljaju razliku. I nikada ne ću zaboraviti povijest. Možda je autoput od Ljubljane do Gevgelije simbol onog što se zove SFRJ. To je naša otadžbina. Možda će jednom autoput Moskva - Berlin - Pariz - Atena biti simbol države koje će se zvati Europa. Ali dovijeka će mi moja domovina biti najdraža.
Srećom po Čička padom Rankovića odluka je poništena i Čičak je mogao nastaviti školovanje.
Dana 21. prosinca 1971. godine Sveučilišna skupština bira Ivana Zvonimir Čička za prvog studenta (studirao je na Pravnom i Filozofskom fakultetu) prorektora u 300-godišnjoj povijesti sveučilišta u Hrvata. Pritom, činilo se, put od autsajdera do pobjednika prešao je u jedno jedino popodne. Do posljednjeg je trena, naime, priželjkivan bio Ivan Pađen. No, Pađen je odbio kandidaturu pa je predložen Slobodan Lang, ali je potom i on otklonio tu mogućnost. Stoga je predložen Damir Grubiša. Pri kandidaturi Grubiša dobiva 195, a Čičak 57 glasova. No, Ante Žužul prvi probija proceduru i emotivno, krajne žestoko, traži od Skupštine da ustane protiv nepravde i manipulacije u korist Grubiše. Uzvikuje: Živjela demokracija! Slijedi glasanje - Grubiša 166, Čičak 174 glasa. Ali to nije apsolutna većina, glasanje se ponavlja i ovoga je puta Čičku dovoljno 178 glasova za izbor, dok Grubiša ostaje na 133 glasa. 
Savez studenata je zaprepašten i sutradan izdaje priopćenje:
... Mi smo se borili, borili smo se i borit ćemo se za sveučilište kao kulturnu i proizvodno-znanstvenu integracionu snagu nacionalne socijalističke akcije naroda Hrvatske. U ovoj borbi nije sudjelovao i ne sudjeluje novoizabrani "studentski" prorektor. Odabrani I. Z. Čičak istupio je iz Saveza studenata Hrvatske prema vlastitoj izjavi - 'zbog svoje ekstremne nacionalističke orijentacije'. On ne prihvaća njegovu programsku i akcionu orijentaciju, izraženu u borbi za reformu sveučilišta i od nje se javno distancira...
U cijeloj Hrvatskoj nastaje opredjeljivanje "za" i "protiv" Čička. U Splitu, kao reakcija na negativan stav rukovodstva Saveza studenata o Čičku, priprema se peticija - organiziraju je Damir Petrić, Ante Štambuk i Zvonimir Puljić - i već do 30. prosinca raspolaže s 1100 potpisa. Predsjedništvo Saveza studenata od kojega je politika zatražila da povuče saopćenje o Čičku kao nacionalistu - jer je njime, objektivno, čitavo Sveučilište ocijenjeno nacionalističkim - vijeća šest sati da bi na kraju povuklo tek navodnike, tj. tvrdnju da se radi o vlastitoj Čičkovoj izjavi. Nešto kasnije Rektorat izdaje vlastito saopćenje koje uklanja svaku sumnju u to tko je student prorektor, koristeći priliku da povuče za uši i rukovodstvo Saveza studenata tražeći od njega da Skupštini Sveučilišta dostavi na uvid svoj program i statut. 
Uskoro Čičak biva uhićen u prosincu 1971. godine i osuđen pomoću insceniranog sudskog procesa na tri godine strogog zatvora. Nakon izlaska iz zatvora u braku s Marijom Štambuk dobiva petero djece i živi od prodaje knjiga. Kada mu je to onemogućeno prodaje kožne torbe. Godine 1987. ponovno je uhićen zbog utaje poreza, no nakon dva mjeseca zatvora i štrajka glađu oslobođen je uz dokaz da je optužba bila lažna. Nakon izlaska iz zatvora s Dobroslavom Paragom organizira peticije za amnestiju političkih zatvorenika, a vodi i prvi nevladin Odbor za ljudska prava te je potpredsjednik Vijeća Europskog pokreta Jugoslavije i na čelu Verona foruma. Uskoro obnavlja Hrvatsku seljačku stranku (HSS), najprije kao potpredsjednik, a potom kao predsjednik. Na prve izbore izlazi zajedno s Hrvatskom demokratskom zajednicom (HDZ) u Hrvatskom bloku. Ne će proći dugo i Čičak će dati ostavku na mjesto predsjednika HSS-a uz uvjet da u ime budućeg jedinstva odstupe predsjednici svih frakcija. Potom piše u listu Danas (sve do njegova ukidanja) i Slobodnoj Dalmaciji (dok je nije preuzeo Miroslav Kutle). Godine 1993. radi na osnivanju Hrvatskog helsinškog odbora (HHO) i postaje njegov prvi predsjednik. Godine 1996. potiče i vodi prosvjed u korist Radija 101 održan na Trgu bana Jelačića. Godinu kasnije 22.  siječnja 1997. godine, dobio je nagradu Bruno Kreisky - uručena svojedobno i Nelsonu Mandeli (1981.). Nagrada Bruno Kreisky uručuje se najzaslužnijim borcima za ljudska prava.
Preminuo je 6. studenoga 2024. u 78. godini života.